# وستون مكيني
وستون جيمس إيرل مكيني (بالإنجليزية: Weston James Earl McKennie؛ المولود 28 أغسطس 1998) هو لاعب كرة قدم أمريكي يلعب لنادي يوفنتوس في الدوري الإيطالي، ويلعب مع المنتخب الأمريكي ك‍لاعب وسط.

## مسيرته الكروية
لعب وستون مكيني خلال مسيرته الاحترافية مع نادِ واحدٍ في أربعة مواسم وسجل خلالها 4 أهداف ضمن 75 مباراة. ولم يفز بأي موسم بالكأس أو بالدوري.
خاض وستون مكيني مسيرته مع نادي شالكه 04 في موسم 2016–17 ليلعب معه أربعة مواسم، مشاركًا في 75 مباراة سجل خلالها 4 أهداف.

## روابط خارجية
- وستون مكيني على موقع الاتحاد الأوربي (الإنجليزية)
- وستون مكيني على موقع الدوري الأمريكي (الإنجليزية)
- وستون مكيني على موقع إي إس بي إن إف سي (الإنجليزية)
- وستون مكيني على موقع قاعدة بيانات كرة القدم.إي يو (الإنجليزية)
- وستون مكيني على موقع بيانات كرة القدم. دي إي (الألمانية)
- وستون مكيني على موقع ليكيب (الفرنسية)
- وستون مكيني على موقع ناشيونال فوتبول تيمز (الإنجليزية)
- وستون مكيني على موقع Soccerbase.com (لاعب) (الإنجليزية)
- وستون مكيني على موقع Soccerway.com (الإنجليزية)
- وستون مكيني على موقع عالم كرة القدم.نت (الإنجليزية)